# Da capo (1951)
Da capo (engelska: Encore) är en brittisk episodfilm från 1951 i tre delar.
Filmen baseras på tre noveller av W. Somerset Maugham. Det är en uppföljare till Kvartett  från 1948 och Trio från 1950.

## Rollista i urval

### Del 1: "The Ant and the Grasshopper"
Regissör: Pat Jackson
- Nigel Patrick - Tom Ramsey
- Roland Culver - George Ramsey
- Alison Leggatt - Freda Ramsey
- Margaret Vyner - Gertrude Wilmot
- Michael Trubshawe - mannen från Ascot

### Del 2: "Winter Cruise"
Regissör: Anthony Pelissier
- Kay Walsh - miss Reid
- Ronald Squire - läkaren
- Noel Purcell - kaptenen
- John Laurie - maskinisten
- Jacques François - Pierre, stewarden

### Del 3: "Gigolo and Giolette"
Regissör: Harold French
- Glynis Johns - Stella Cotman
- Terence Morgan - Syd Cotman
- Mary Merrall - mrs Penezzi
- Martin Miller - Carlo Penezzi
- Charles Goldner - Paco Espinal